# Grenache noir
Grenache Noir, ofta kallad bara Grenache, är en vindruva hörande till arten Vitis Vinifera. I Spanien heter den Garnacha Tinta eller kort bara Garnacha. Det är också från Spanien den ursprungligen kommer. Den började odlas på östkusten i Aragonien och Katalonien och finns numera rikligt framförallt runt Medelhavet. Druvan är kanske mest känd från Södra Rhône, bland annat i Châteauneuf-du-Pape och från Priorat i Katalonien.
Druvan är en av de mest odlade i världen. Den anses vara lättodlad och passar bra att odla i torra och varma områden. Den odlas framförallt i Spanien och södra Frankrike, men även i Kalifornien och Australien.
Grenache blandas oftast med andra druvor. Ofta väljer man druvor med mycket tanniner, eftersom Grenache i sig inte är särskilt lagringstålig. Vanliga druvor man blandar med är Tempranillo i Rioja, Syrah i Rhône och Cariñena i Priorat.
Karaktären på grenacheviner kan variera beroende av druvan växtplats. Vanliga druvkaraktärer är röda och mörka bär, som jordgubbar och hallon, björnbär, blåbär och lakrits.
Druvan är högavkastande och ger hög alkoholhalt, varför den är tacksam att använda även i lättare viner men förekommer också i många mer komplexa viner ofta i cuveer. Den förekommer även i roséviner.